# Wrośniak różnobarwny

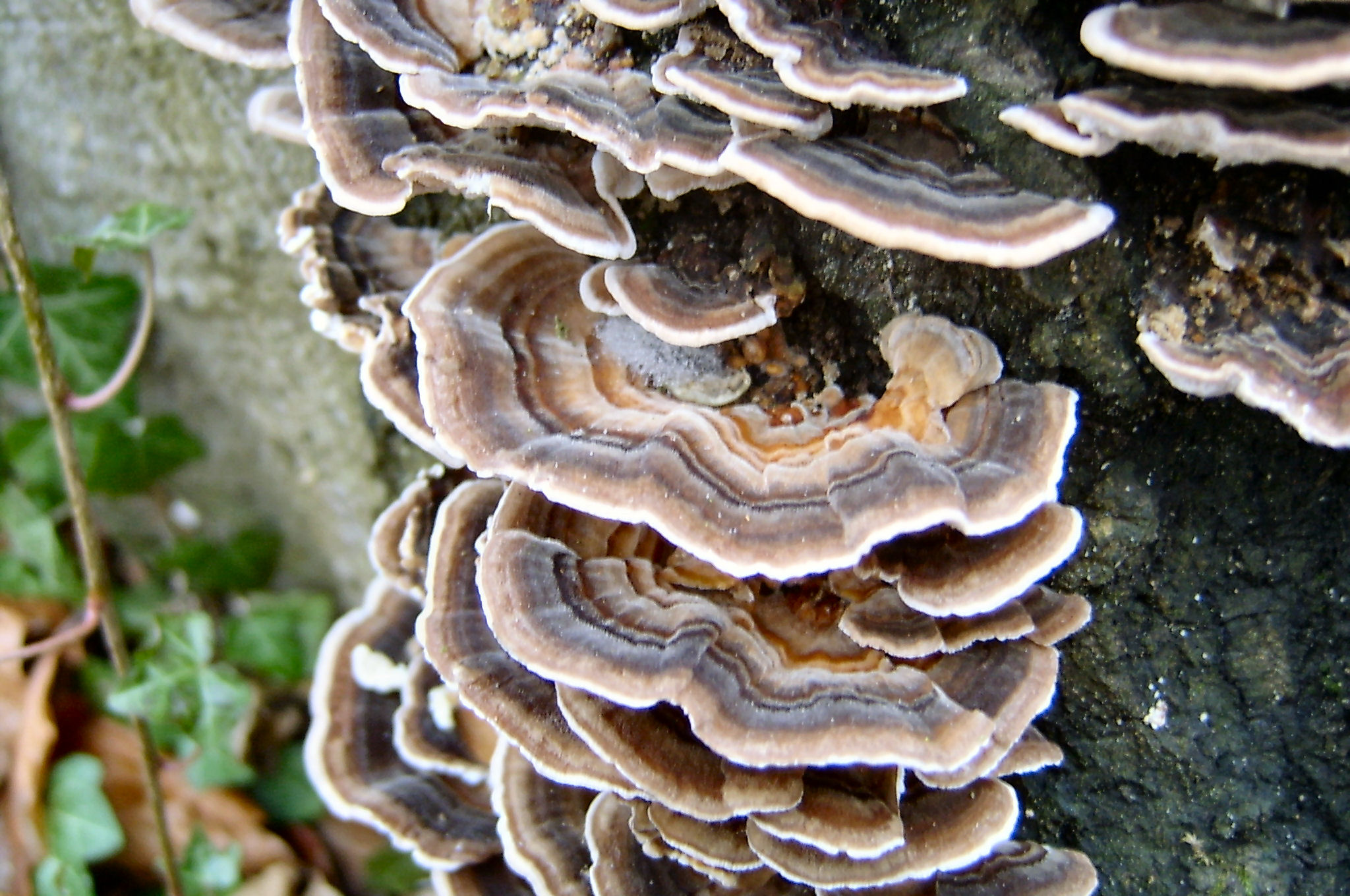
Wrośniak różnobarwny w Puszczy Noteckiej

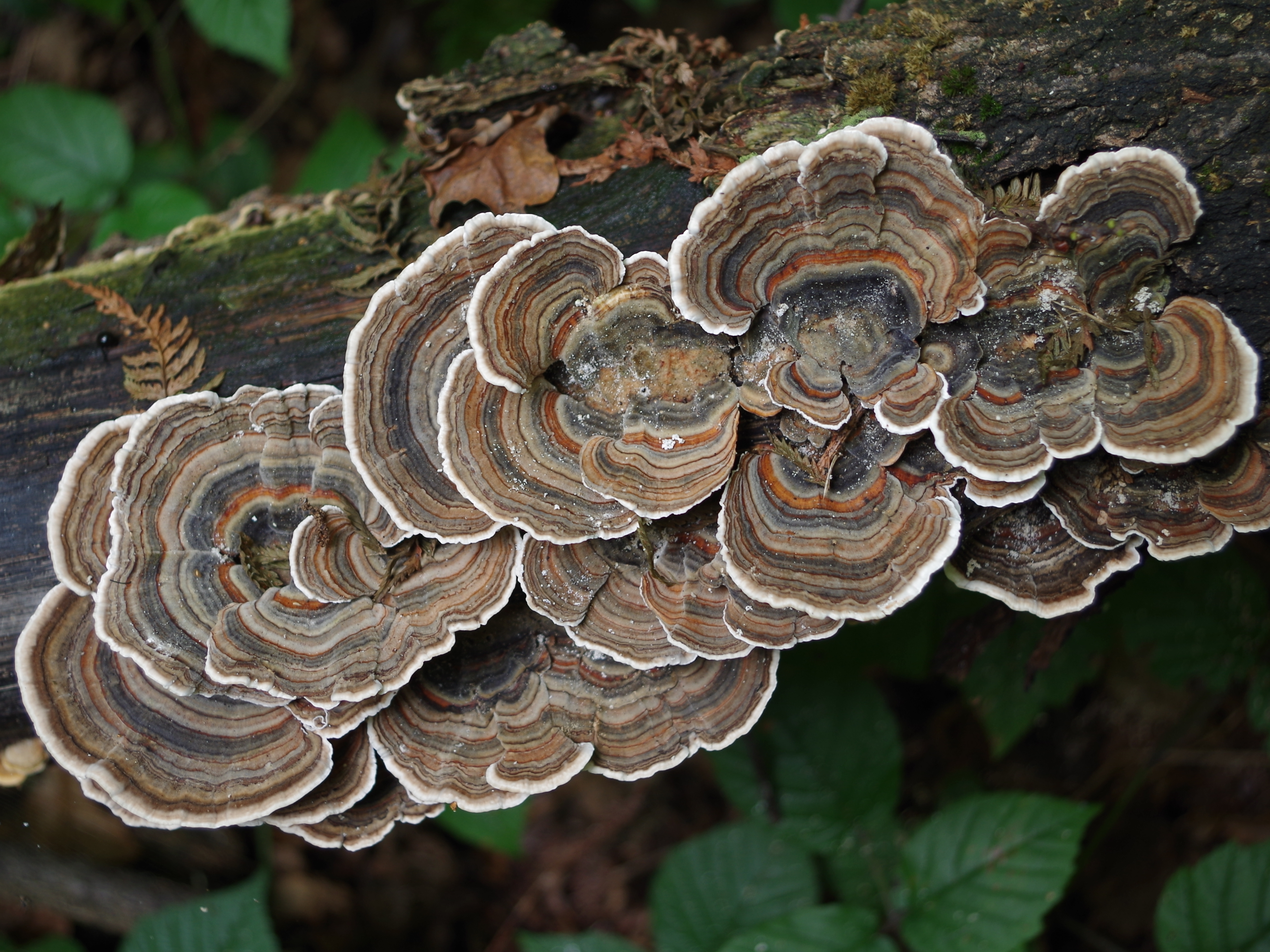
Typowe formy ubarwienia

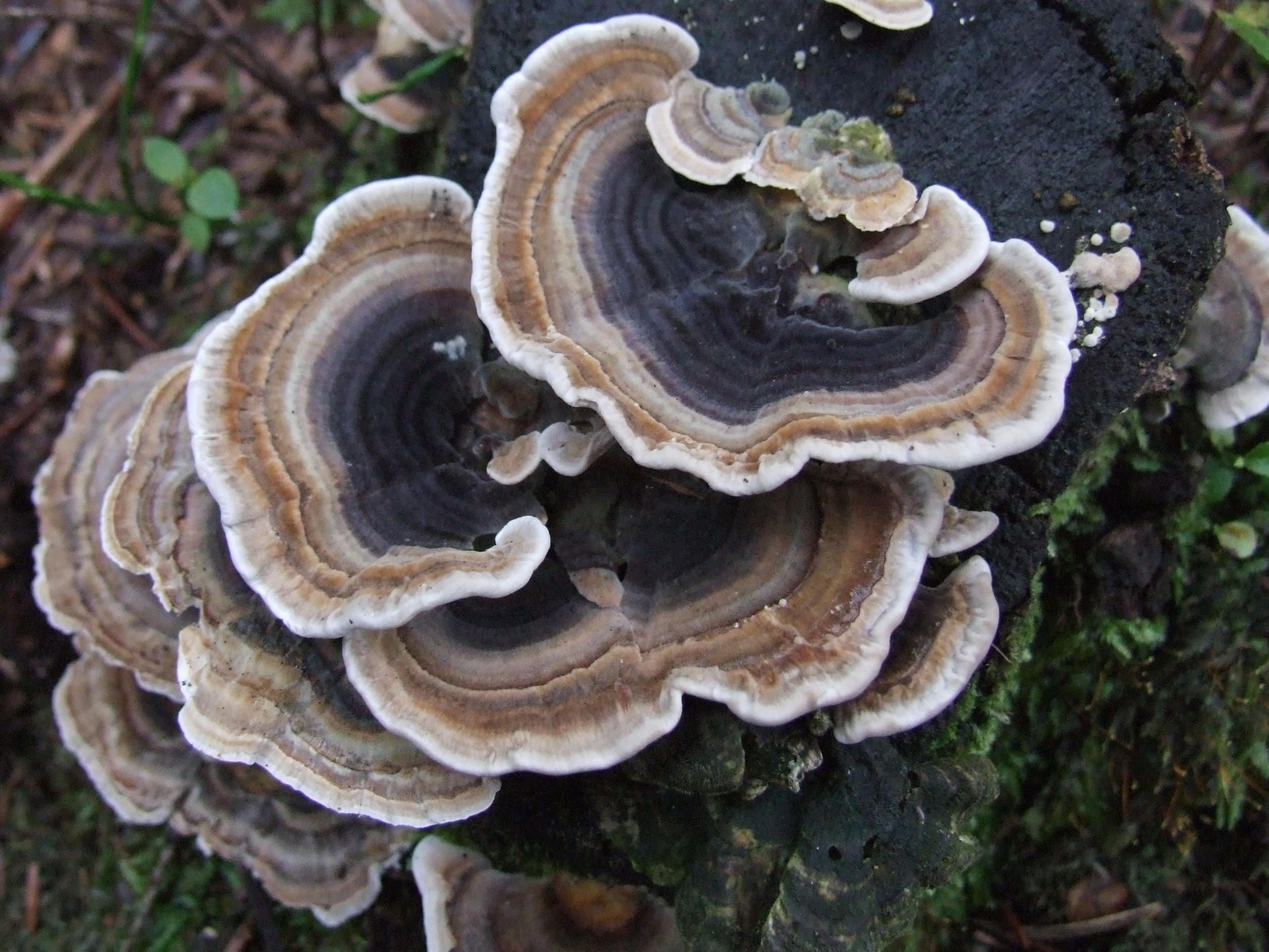
Charakterystyczne strefowanie i ciemna barwa owocników

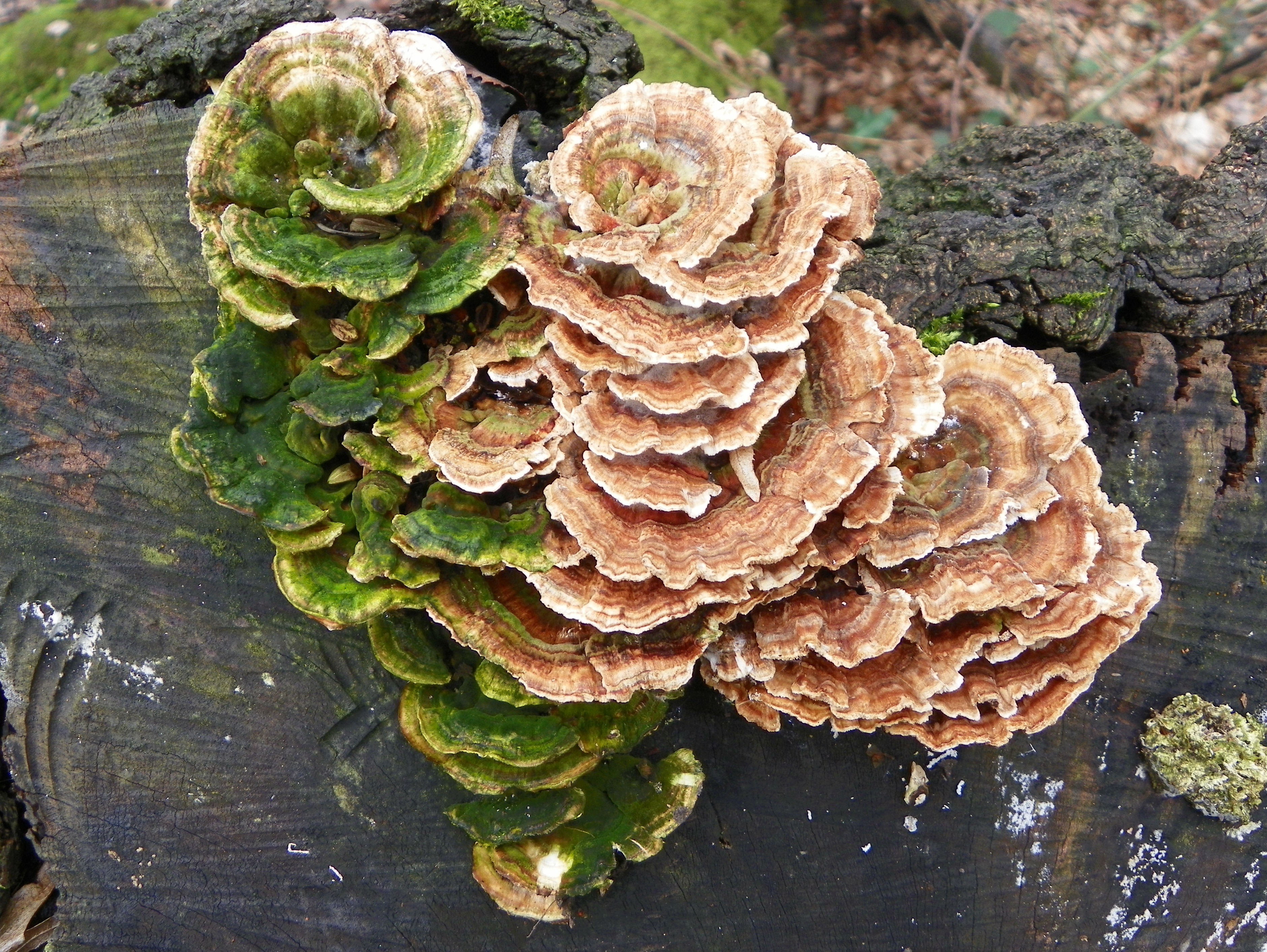
Porastające glonami owocniki wrośniaka różnobarwnego

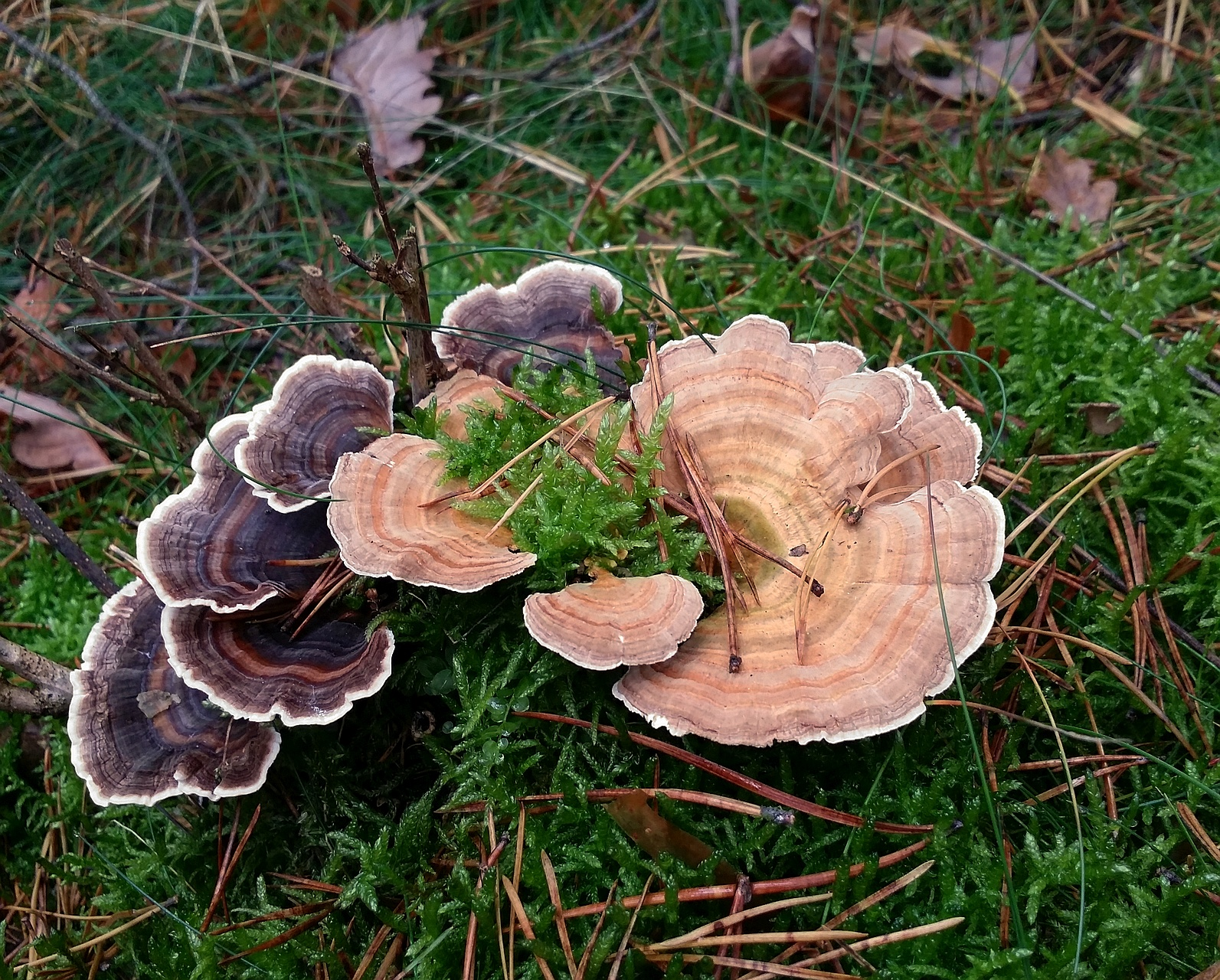
Różne formy barwne na sąsiadujących owocnikach

Wrośniak różnobarwny (Trametes versicolor (L.) Lloyd) – gatunek grzybów z rodziny żagwiowatych (Polyporaceae).

## Systematyka i nazewnictwo
Pozycja w klasyfikacji według Index Fungorum: Trametes, Polyporaceae, Polyporales, Incertae sedis, Agaricomycetes, Agaricomycotina, Basidiomycota, Fungi.
Po raz pierwszy takson ten zdiagnozował w roku 1753 Karol Linneusz nadając mu nazwę Boletus versicolor. Obecną, uznaną przez Index Fungorum nazwę nadał mu w roku 1921 Curtis Gates Lloyd, przenosząc go do rodzaju Trametes.
Synonimów naukowych ma ponad 70. Niektóre z nich:
- Bjerkandera versicolor (L.) P. Karst. 1881
- Coriolus antarcticus (Speg.) J.E. Wright & J.R. Deschamps 1972
- Polyporus versicolor (L.) Fr. 1818[2].

Polska nazwa pojawiła się po raz pierwszy w pracy Stanisława Domańskiego i innych w 1967 r. W polskim piśmiennictwie mykologicznym ma też inne nazwy: huba różnokolorowa, hubczak różnobarwny, hubka różnobarwna, skórzak różnobarwny, żagiew różnobarwna.

## Morfologia
Bazydiokarp
Szerokość 3–8 cm, grubość 2–5 mm. Przyrasta do drzewa bokiem lub środkowo. Przy bocznym przyrośnięciu ma kształt konsolowaty, przy przyrośnięciu środkowym talerzowaty lub rozetowaty. Młode osobniki są niemal jednolicie jasnobrązowe i filcowate i na tym etapie rozwoju trudne do odróżnienia od innych gatunków wrośniaków. Starsze stają się nagie, jedwabiście błyszczące i co jest charakterystyczną cechą tego gatunku – posiadają wyraźne koncentryczne strefy o różnych odcieniach od brązu przez ciemnoniebieski do koloru czarnego. Brzeg owocnika ostry i cienki, powierzchnia nierówna, promieniście pofałdowana, i bruzdkowana, krótko owłosiona lub szorstka, jedwabiście błyszcząca. Na starszych owocnikach często rozwijają się glony, przez co zmieniają one kolor na mniej lub bardziej zielonkawy.
Hymenofor
Poliporoidalny. Rurki o długości 0,5–2 mm. Tworzą jedną tylko warstwę, ich brzegi są ząbkowane lub piłkowane. Mają kolor kremowy, na starszych okazach jasnobrązowy. Pory okrągłe, z czasem kanciaste, a u starszych owocników nieregularne, o średnicy 0,15–0,4 mm.
Kontekst
Biały i bardzo cienki (2–5 mm), elastyczny i aromatyczny.
Wysyp zarodników
Słomkowożółty.
Gatunki podobne
Czasami trudny do odróżnienia może być wrośniak strefowany (Trametes ochracea). Jego owocnik jest grubszy, mniej różnobarwny, matowy (zazwyczaj kasztanowy lub szarokakaowy) i ma garbek u nasady. Górną powierzchnią owocnika jest też podobny do skórnika szorstkiego (Stereum hirsutum), ten jednak ma gładki hymenofor.

## Występowanie i siedlisko
Gatunek kosmopolityczny; poza Antarktydą występuje na wszystkich kontynentach, a także na wielu wyspach. Prawdopodobnie jest jednym z najczęściej występujących w Europie gatunków grzybów z rzędu żagwiowców. W Europie i w Polsce jest bardzo pospolity, rzadszy jest tylko na nadrzecznych łęgach – tam występują inne gatunki bardziej przystosowane do życia na miękkim drzewie tych lasów.
Grzyb nadrzewny, saprotrof rosnący na pniach i pniakach drzew, często już wkrótce po ścięciu drzewa lub jego obumarciu. Zazwyczaj rośnie grupowo, przy czym sąsiednie owocniki zachodzą na siebie dachówkowato. Rośnie przez cały rok, głównie na martwych drzewach w lasach zaroślach, ogrodach i parkach i wszędzie, z wyjątkiem wyższych położeń górskich jest pospolity. Stwierdzono występowanie na następujących drzewach i krzewach liściastych: Abies alba, Acer platanoides, Aesculus hippocastanum, Alnus glutinosa, Alnus incana, Betula pendula, Carpinus, Corylus, Cotoneaster, Fagus, Fraxinus excelsior, Gleditsia triacanthos, Malus domestica, Padus avium, Picea abies, Populus tremula, Populus sp., Quercus petraea, Quercus robur, Quercus rubra, Quercus sp., Rhus typhina, Salix sp., Sorbus aucuparia, Syringa sp., Viburnum opulus.

## Znaczenie
- Powoduje białą zgniliznę drewna[5].
- W Europie i w Polsce uważany jest za grzyb niejadalny[7][4]. Jednak na opracowanej dla FAO liście grzybów jest wymieniony jako jadalny w Chinach, Hongkongu, Laosie i Meksyku[9].
- Testuje się możliwość wykorzystania wrośniaka różnobarwnego do ochrony drzewostanów przed opieńkami. W tym celu zakaża się pniaki drzew liściastych jego grzybnią, która szybko w nich rozwijając się uniemożliwia wykorzystanie ich przez opieńki[5].
- Czasami wykorzystywany jest do tworzenia ozdobnych kompozycji. Często jednak w jego miąższu znajdują się larwy owadów, które nie giną podczas suszenia wrośniaka na słońcu i po kilku tygodniach powodują zniszczenia owocnika. Można temu zapobiec przetrzymując okazy w zamrażarce. Aby zapobiec blaknięciu kolorów, można owocniki spryskać lakierem do włosów lub pomalować lakierem bezbarwnym[4].
- Z owocników wrośniaka różnobarwnego izolowany jest polisacharyd związany z resztą białkową, określany nazwą polisacharyd K i wykorzystywany w niektórych krajach jako obiecujący adiuwant przeciwnowotworowy[10][11]
- Jest grzybem leczniczym wykazującym działanie przeciwnowotworowe, przeciwwirusowe, przeciwbakteryjne, nefrotoniczne i hepatoprotekcyjne. W 1973 roku wprowadzono na rynek otrzymywany z wrośniaka różnobarwnego preparat o nazwie crestin (krestin)[12]. Zawiera coriolan – substancję o działaniu immunostymulującym i przeciwnowotworowym. Używa się go w leczeniu raka żołądka i ostrej białaczki[13]. Wykazuje silne działanie przeciwnowotworowe, dobrze rozpuszcza się w wodzie i może być spożywany doustnie. Wykazuje podwójne działanie przeciwnowotworowe: działa bezpośrednio na komórki nowotworowe (cytotoksycznie) oraz pośrednio, stymulując układ odpornościowy[12]. Ponadto leczy przeziębienie i grypę, ułatwia trawienie i pomaga zwalczyć infekcję[14].